# Lý Thị Luyến
Lý Thị Luyến (sinh 2000) là một vận động viên bóng chuyền nữ Việt Nam.

## Quá trình thi đấu
Lý Thị Luyến sinh tháng 12 năm 2000 ở Văn Giang, Hưng Yên trong một gia đình thuần nông. Thuở nhỏ, do sợ bị bạn bè bắt nạt vì quá cao, nên bố mẹ cô đã sửa ngày sinh của cô thành tháng 1 năm 1999, gần 2 tuổi so với tuổi thật, đây được xem là trường hợp "độc nhất vô nhị" ở "làng thể thao". Năm 2014, Lý Thị Luyến được Đội bóng chuyền nữ Hà Nội phát hiện vào năm 13 tuổi, trong một lần cả đội đi ăn cưới. Khi đó cô đã cao khoảng 1m76 gần 1m80, hơn cả khá nhiều vận động viên Việt Nam khi đó.
Năm 2017, cô cùng cả đội được chuyển giao cho Câu lạc bộ Hóa chất Đức Giang và bắt đầu được thi đấu ngay tại mùa giải năm đó. Tại Giải bóng vô địch quốc gia năm 2020, cô được huấn luyện viên Nguyễn Hữu Hà tin tưởng, trao nhiều cơ hội, cùng toàn đội giành được Huy chương bạc. Trong ba năm liên tiếp 2020, 2021, 2022, Hóa chất Đức Giang chỉ giành được ngôi Á quân tại Giải bóng chuyền vô địch quốc gia Việt Nam.
Cuối năm 2022, cô cùng các đồng đội vô địch giải bóng chuyền Cúp Cát Bà - Amatina. Đầu năm 2023, đội của cô vô địch cúp Hoa Lư - Bình Điền và cúp Hùng Vương. Đến tháng 7, Hóa chất Đức Giang dừng bước ở chung kết SEALECT Cup 2023 (Thái Lan).

### Đội tuyển quốc gia
Năm 2021, cô có tên trong danh sách sơ bộ Đội tuyển bóng chuyển nữ quốc gia chuẩn bị cho SEA Games 31 nhưng bị loại vào phút chót. Năm 2022, cô mới có tên trong danh sách chính thức của Đội tuyển quốc gia tham dự AVC Cup 2022.
Năm 2023, dưới sự dẫn dắt của huấn luyện viên Nguyễn Tuấn Kiệt, cô và các đồng đội chiến thắng trận chung kết để vô địch AVC Challenge Cup 2023.

## Cuộc sống cá nhân
Bạn trai của cô tên là Ngọc Lâm, cao 1m80. Năm 2023, cô được câu lạc bộ Hóa chất Đức Giang thưởng một căn hộ chung cư vì những đóng góp cho câu lạc bộ và thành tích xuất sắc ở Đội tuyển.